# فيلي ستيل (منافس ألعاب قوى)
فيلي ستيل (بالإنجليزية: Willie Steele)‏ هو منافس ألعاب قوى أمريكي، ولد في 14 يوليو 1923 في سيلي في الولايات المتحدة، وتوفي في 19 سبتمبر 1989 في أوكلاند في الولايات المتحدة.

## وصلات خارجية
- فيلي ستيل على موقع الاتحاد الأمريكي لسباقات المضمار والميدان (الإنجليزية)
- فيلي ستيل على موقع الاتحاد الأمريكي لسباقات المضمار والميدان، قاعة المشاهير (الإنجليزية)
- فيلي ستيل على موقع اللجنة الأولمبية الدولية (الإنجليزية)
- فيلي ستيل على موقع أوليمبيديا (الإنجليزية)